# 7251 Kuwabara
A 7251 Kuwabara (ideiglenes jelöléssel 1992 SF13) a Naprendszer kisbolygóövében található aszteroida. Endate Kin,  Vatanabe Kazuró fedezte fel 1992. szeptember 30-án.